# Polinyà
Polinyà ist eine katalanische Gemeinde in der Provinz Barcelona im Nordosten Spaniens. Sie liegt in der Comarca Vallès Occidental.

## Geographie
Polinyà befindet sich im nordöstlichen Teil des Vallès Occidental, an der Grenze zur Region Vallés Oriental. Zur Gemeinde gehört auch das Dorf Serra Maurina. Die Gemeinde grenzt an Palau-solità i Plegamans, Sabadell, Santa Perpètua de Mogoda und Sentmenat.

## Geschichte
Während der Reconquista im Jahr 969 verkauften die Grafen von Barcelona die Ländereien des heutigen Polinyà an einen gewissen Galí. Danach wechselten die Besitztümer auf den Territorien von Polinyà zwischen verschiedenen Herren und Familien ab.

## Bevölkerungsentwicklung
| Jahr      | 1842 | 1900 | 1930 | 1950 | 1970  | 1991  | 2001  | 2011  | 2019  |
| --------- | ---- | ---- | ---- | ---- | ----- | ----- | ----- | ----- | ----- |
| Einwohner | 278  | 382  | 477  | 444  | 1.060 | 3.385 | 5.145 | 8.098 | 8.479 |

## Wirtschaft
Über die längste Zeit ihrer Geschichte war die einzige Wirtschaftsform der Stadt die Landwirtschaft, aber seit 1960 hat die Gemeinde eine progressive industrielle Entwicklung durchgemacht. Heutzutage gibt es hier mehrere Industriegebiete, deren Fläche größer ist als das Wohngebiet.